# Герасимовский сельсовет (Оренбургская область)
Герасимовский сельсовет — сельское поселение в Новосергиевском районе Оренбургской области Российской Федерации.
Административный центр — село Герасимовка.

## История
Статус и границы сельского поселения установлены Законом Оренбургской области от 9 марта 2005 года № 1906/314-III-ОЗ «О муниципальных образованиях в составе муниципального образования Новосергиевский район Оренбургской области»

## Население
| 2010 | 2012 | 2013 | 2014 | 2015 | 2016 | 2017 |
| ---- | ---- | ---- | ---- | ---- | ---- | ---- |
| 906  | ↘887 | ↘869 | ↘866 | ↘857 | ↘829 | ↘819 |
| 2018 | 2019 | 2020 | 2021 |      |      |      |
| ↘814 | ↘801 | ↘780 | ↘770 |      |      |      |

## Состав сельского поселения
| № | Населённый пункт | Тип населённого пункта       | Население |
| - | ---------------- | ---------------------------- | --------- |
| 1 | Барышников       | хутор                        | 49        |
| 2 | Герасимовка      | село, административный центр | 857       |